# Paskosaari (ö i Muuratjärvi)
Paskosaari är en ö i Finland. Den ligger i sjön Muuratjärvi och i kommunen Muurame i  den ekonomiska regionen  Jyväskylä  och landskapet Mellersta Finland, i den södra delen av landet, 220 km norr om huvudstaden Helsingfors. Öns area är 0,6 hektar och dess största längd är 140 meter i sydöst-nordvästlig riktning.